# Vitor Gomes Pereira Junior
Vítor Gomes Pereira Júnior, beter bekend als Juninho of Vitor Junior, (São José dos Campos, 8 januari 1989) is een Braziliaans voetballer die in 2013 definitief werd overgenomen door Los Angeles Galaxy uit de Major League Soccer. 

## Clubcarrière
Juninho groeide op in São Paulo en doorliep dan ook de jeugdopleiding van het lokale São Paulo FC. Voor het eerste team van São Paulo speelde hij echter slechts één keer, in 2007. In 2010 werd hij samen met clubgenoten Alex Cazumba en Leonardo aan het Amerikaanse Los Angeles Galaxy verhuurd. Hij maakte zijn debuut voor Los Angeles op 27 maart 2010 tegen New England Revolution. Zijn eerste competitiedoelpunt maakte hij op 4 juli 2010 tegen Seattle Sounders FC. Datzelfde doelpunt werd die week tot Goal of the Week verkozen. 
Juninho was mede verantwoordelijk voor het winnen van de MLS Supporters' Shield in zowel 2010 als 2011 en hielp Los Angeles in 2011 ook aan de MLS Cup. Aan het einde van 2011 keerde Juninho terug naar São Paulo, waar hij een contractverlenging van drie jaar tekende. Ondanks zijn verlenging werd Juninho in februari 2012 opnieuw verhuurd aan Los Angeles Galaxy. Hier won hij in 2012 opnieuw de MLS Cup. In de gaf hij een beslissende assist op Omar Gonzalez, die het winnende doelpunt maakte.
In 2013 werd hij van zijn contract bij São Paulo ontbonden. Op 15 januari 2013 tekende hij een contract bij Los Angeles Galaxy.

## Trivia
Juninho is de oudere broer van Braziliaans international Ricardo Goulart, die in 2015 een contract tekende bij het Chinese Guangzhou Evergrande FC.